# 茹鈗
茹鈗（1696年—？年），直隸人，清朝將領。雍正二年（1724年）甲辰科武探花。

## 履歷[1]
- 由武生中雍正二年甲辰科一甲第三名武進士（年29歲），十二月放二等侍衛
- 雍正六年（1728年）正月補授湖廣遠安營游擊
- 乾隆七年（1742年），北營參將[2]，候任福建福州城守營副將[3]
- 補授福州城守副將[4]
- 福州城守副將護理福建海壇總兵官[5]
- 乾隆十二年（1749年）五月內用廣東高雷廉總兵